# Afips
L'Afips (in russo Афипс?; in lingua adighè: Афыпс) è un fiume della Russia europea meridionale, affluente di sinistra del Kuban'. Scorre nel Severskij rajon del Territorio di Krasnodar e nel Tachtamukajskij rajon dell'Adighezia.
Il fiume ha origine sul versante nord-orientale del Bol'šoj Afips (738 m) un monte del Caucaso occidentale (Главный Кавказский хребет) e scorre in direzione settentrionale. Attraversa l'insediamento di tipo urbano di Afipskij e passa sul lato occidentale del bacino di Šapsug dove scarica le sue acque. Sfocia nel Kuban' presso il villaggio di Afipsip, a nord-ovest del bacino. La lunghezza del fiume è di 96 km. L'area del bacino idrografico è di 1380 km².